# 达扎·单增格列
达扎·单增格列（藏語：སྟག་བྲག་བསྟན་འཛིན་དགེ་ལེགས་，威利转写：stag brag bstan 'dzin dge legs；1955年—）藏族，西藏拉萨人，第四世达扎活佛。

## 生平
达扎·单增格列生于西藏拉萨。1957年，经寻访认定为达扎活佛的转世灵童，报达赖批准，在大昭寺释迦牟尼像前举行传承、剃度仪式，获达赖亲赐法名“单增格列”。1958年，在达扎桑旦林寺坐床，正式继任达扎活佛。1983年至1987年，在西藏大学藏文系学习。1987年8月起，历任西藏自治区《丹珠尔》印经院办公室副主任，中国佛教协会第六届理事，中华全国青年联合会八届常务委员，西藏自治区青年联合会副主席，中国佛教协会西藏分会副会长，西藏自治区政协常务委员等职务。 

## 家庭
- 父：土图仁却，西藏堆龙德庆县人[2]
- 母：朗吉卓嘎，西藏曲水县人[2]